# Flugplatz Straubing

i7
i11
i13
Der Flugplatz Straubing-Wallmühle (IATA-Code: RBM, ICAO-Code: EDMS) ist ein Verkehrslandeplatz nahe der niederbayerischen kreisfreien Stadt Straubing. Er wird von der Flugplatz Straubing-Wallmühle GmbH betrieben.

## Geografie
Der Flugplatz liegt etwa fünf Kilometer nordwestlich des historischen Stadtkerns von Straubing auf dem Gebiet der Gemeinde Atting im Landkreis Straubing-Bogen. Der Verkehrslandeplatz befindet sich in einem aufgelassenen Kiestagebaugebiet rechts der Donau bei Stromkilometer 2332 auf einer Höhe von 319 m ü. NN.
Naturräumlich liegt er im Gäuboden, nördlich steigt das Gelände zum Bayerischen Wald hin auf, südlich zum Donau-Isar-Hügelland.

## Geschichte
Bereits in den 1960er Jahren wurde das Gelände der heutigen Flugplatzes für den Segelflug genutzt. Flugbegeisterte Straubinger suchten in dieser Zeit eine Möglichkeit, Segelflug zu betreiben. Einige Wiesengrundstücke in der Nähe von Atting wurden zusammengelegt und mit Hilfe von Pionieren der Bundeswehr wurde eine Graslandebahn mit einer Länge von 600 Metern angelegt. Ein ehemaliger Zeitungskiosk wurde angeschafft und zu einem Tower umfunktioniert. Bald danach wurden eine Flugzeughalle, eine Tankstelle und ein Restaurant gebaut. 1972 wurde schließlich der Flugplatz Straubing-Wallmühle offiziell eröffnet und seit dieser Zeit kontinuierlich ausgebaut. Zunächst wurde der Zeitungskiosk durch einen richtigen Turm ersetzt und die Graspiste verlängert sowie mit einem Asphaltbelag versehen. Es folgten eine Landebahnbefeuerung und weitere Flugzeughallen. 1999 wurde die Landebahn ein weiteres Mal verlängert und verbreitert, so dass sie ihre heutigen Ausmaße erreichte. Des Weiteren wurde ein GPS-Landesystem eingerichtet.

## Flugplatz und Ausstattung
Der Flugplatz ist zugelassen für Luftfahrzeuge aller Art, Höchstabfluggewicht (MTOW) entsprechend PCN-40 nach Instrumentenflugregeln und von 7:00 (Winter 8:00) bis 17:00 (Winter bis Sonnenuntergang) geöffnet. In den übrigen Zeiten ist eine Landung nur nach vorheriger Anmeldung möglich (PPR). Eine Zollabfertigung ist werktags nach vorheriger Anmeldung vor Ort möglich. (PPR +90 Minuten) Der Platz führt den ICAO-Code EDMS. 
Ein Instrumentenanflugverfahren auf Basis von Satellitennavigation (GPS) ist ebenso vorhanden wie eine Befeuerung des Rollfeldes für den Sichtanflug bei Nacht.
Es bestehen mehrere Wirtschaftsgebäude, ein Tower (Frequenz 127,150 MHz), elf Hangars, ein Restaurant (seit Ende 2023 wegen Renovierung geschlossen) und es gibt seit 1978 eine Tankstelle (AvGas, Jet A1) mit Ölservice.

## Nutzung und Wirtschaft
Genutzt wird der Flugplatz hauptsächlich von Privatpiloten und Geschäftsreisenden, außerdem nutzt der Luftsportverein sowie der Fliegerclub Straubing den Flugplatz für Segelflug und Motorflug. Jährlich werden heute ca. 50.000 Passagiere bei ca. 21.000 Flugbewegungen abgefertigt. Der Anteil des Geschäftsreiseverkehrs beträgt dabei mehr als 50 %. In elf Unterstellhallen sind etwa 100 Flugzeuge stationiert.
Durch das umfangreiche Angebot hat die Einrichtung Verkehrslandeplatz Straubing-Wallmühle für die Region eine bedeutende Stellung erreicht. Derzeit sind ca. 210 Personen am Flugplatz beschäftigt, mit steigender Tendenz. 
Die Stadt Straubing und der Landkreis Straubing-Bogen haben zum Betrieb des Flugplatzes die Flugplatz Wallmühle GmbH gegründet, ausgestattet mit einem aktuellen Stammkapital von insgesamt knapp über einer Million Euro.

## Zwischenfälle
- Am 29. April 1999 kam ein zweimotoriges Amphibienflugzeug vom Typ Berijew Be-103 bei einem genehmigten Testflug in Straubing nicht ausreichend auf Höhe und prallte ca. 600 m nach dem Ende des Rollfeldes in eine Straßenböschung. Das Flugzeug fing Feuer und brannte vollständig aus, wobei der Pilot ums Leben kam.[4]
- Am 30. März 2007 landete eine Piper PA-34 Seneca zu Übungszwecken mit abgeschaltetem rechten Triebwerk. Durch eine harte Landung sprang das Flugzeug und der Pilot versuchte, ein Durchstartmanöver durchzuführen. Dabei brach das Flugzeug über das stehende Triebwerk aus, kam von der Piste ab und stürzte in einen nahegelegenen Baggersee. Die vier Insassen aus Österreich konnten sich schwimmend ans Ufer retten. Zwei von ihnen wurden bei dem Unfall schwer, zwei leicht verletzt und das Flugzeug wurde schwer beschädigt. Des Weiteren entstanden Flur- und Umweltschäden.[5][6]
- Am 28. August 2008 verlor der Pilot eines zweistrahligen Businessjets Raytheon RA 390 bei der Landung die Kontrolle über die Maschine und kam erst 70 m abseits der Piste leicht beschädigt zum Stillstand.[7]
- 9. September 2017 verunglückte ein Kleinflugzeug Cirrus SR22, das bei der Landung von der Piste abkam und daraufhin in einem nahegelegenen Weiher versank. Der Pilot konnte sich schwimmend ans Ufer retten, das Flugzeug wurde schwer beschädigt und es entstanden Flur- und Umweltschäden.[8]
- Am 8. September 2023 kam der Motorsegler D-KERB vom Typ Scheibe SF 25 beim Landeanflug auf EDMS durch Strömungsabriss ca. fünf bis zehn Meter neben der Piste auf. Der 58-jährige Pilot wurde hierbei alleinbeteiligt schwer verletzt, das Fluggerät zerstört.[9][10][11]